# LEGO Il Signore degli Anelli (videogioco)
LEGO Il Signore degli Anelli è un videogioco pubblicato nell'autunno del 2012 facente parte della linea LEGO Il Signore degli Anelli e basato sul libro di J. R. R. Tolkien e sulla trilogia cinematografica Il Signore degli Anelli - La Compagnia dell'Anello, Il Signore degli Anelli - Le due torri e Il Signore degli Anelli - Il ritorno del re di Peter Jackson.
È sviluppato da Traveller's Tales per essere pubblicato per Microsoft Windows, Xbox 360, PlayStation 3, PlayStation Vita, Wii, Nintendo DS e Nintendo 3DS. La versione per OS X è stata distribuita da Feral Interactive nel febbraio 2013.
È stato rimosso dagli store digitali delle console nel 2019 a causa della scadenza del contratto di licenza. Tuttavia, a partire da novembre 2021, è disponibile su Xbox One e Xbox Series X/S tramite retrocompatibilità delle copie fisiche del gioco.

## Modalità di gioco
Come in tutti i giochi LEGO è presente la modalità cooperativa, con il secondo giocatore che può entrare o uscire in qualsiasi momento. Nel gioco è possibile ripercorrere le vicende narrate nei film Il Signore degli Anelli - La Compagnia dell'Anello, Il Signore degli Anelli - Le due torri e Il Signore degli Anelli - Il ritorno del re, con l'inclusione di alcuni elementi presi anche dall'opera di Tolkien. Il gioco è "open world", e sarà possibile attraversare l'intera Terra di Mezzo dettagliatamente ricostruita per il videogioco.

### Modalità Storia
Come in tutti i giochi della LEGO, anche questo presenta una modalità storia che prevede per ogni capitolo della trilogia dei film sei diversi livelli per un totale di 18 livelli. In ogni livello vengono automaticamente forniti i personaggi giocabili e bisogna completare una serie di obbiettivi che prevedono solitamente la risoluzione di alcuni enigmi per raggiungere un determinato luogo, oppure sconfiggere un determinato numero di nemici e boss. Intervallati ai momenti di gioco ci sono diversi filmati che ripropongono, seppur con alcuni momenti comici, le scene dei film. A differenza di molti videogiochi della LEGO tratti da saghe cinematografiche non è sufficiente selezionare il livello desiderato per poterlo iniziare ma il gioco pone il giocatore in un Open World che rappresenta tutta la terra di mezzo; dopo il Prologo per iniziare il livello successivo al giocatore viene richiesto di recarsi nel luogo dove esso si svolgerà. In alcuni casi può capitare che il giocatore debba recarsi in un luogo solo per assistere a un filmato  legato alla storia per poi riprendere il viaggio verso la prossima meta. A circa un terzo della Storia la Compagnia dell'Anello si divide in due gruppi: uno composto da Frodo e Sam a cui poi si aggiunge Gollum e l'altro composto da Aragorn, Gimli e Legolas che vengono affiancati da altri alleati come Gandalf o re Théoden. Ciascuno dei due gruppi a un proprio percorso da seguire e una serie di livelli da completare; il giocatore può scegliere in alcuni casi quali livelli completare prima ma in alcuni casi l'ordine dei livelli risulta "forzato" dato che l'Occhio di Sauron può bloccare l'ingresso a un livello fino a che la sua attenzione non si sposta altrove; un esempio è nella parte finale, quando Frodo e Sam devono raggiungere il livello finale "Monte Fato" l'occhio di Sauron bloccherà loro l'accesso, e bisogna quindi completare il livello "Il Nero Cancello" con Aragorn e il suo gruppo per fargli distogliere lo sguardo.

### Open World e Modalità Gioco Libero
Terminata la Storia sarà possibile esplorare liberamente la Terra di Mezzo; in ogni luogo sono presenti diverse sfide e missioni secondarie oltre che collezionabili e personaggi disponibili per l'acquisto. In ogni luogo è inoltre presente una statua dove salvare i propri progressi, essa può essere usata anche per visualizzare la mappa e viaggiare più rapidamente da un luogo all'altro. Come in tutti i giochi LEGO si possono rigiocare i livelli in modalità gioco libero; in tale modalità al giocatore viene fornita una rosa di personaggi intercambiabili in qualsiasi momento, generalmente il gioco tende ad assegnare in automatico un personaggio per ogni abilità diversa in modo che il giocatore sia in grado di raccogliere tutti i collezionabili nascosti nel livello. I collezionabili nei livelli e nella mappa Open World sono i seguenti:
- Minikit: Si trovano solo nei livelli e come in ogni gioco LEGO in ogni livello ce ne sono 10; sono rappresentati come un forziere pieno di gioielli e sebbene alcuni si possano facilmente trovare nella modalità Storia la maggior parte richiedono abilità o personaggi particolari per essere raccolti e si possono ottenere solo in Gioco Libero.
- Progetti per il Fabbro: In ogni livello c'è un progetto da raccogliere e gli altri si possono trovare sparsi per l'Open World, per un totale di 30. Una volta trovati vanno consegnati al Fabbro di Brea che potrà usarli per forgiare gli oggetti di Mithril, in grado di fornire una certa abilità a qualunque personaggio (per esempio l'arco o la paletta da giardinaggio).
- Oggetti dell'Inventario: Ogni personaggio possiede un inventario personale con armi e attrezzi che può usare nell'avventura, ma nella modalità Open World è possibile anche accedere a un inventario generico contenente oggetti di vario tipo: possono essere armi o altri accessori e alcuni possiedono poteri magici e conferiscono abilità speciali e benefici al giocatore, altri invece hanno una funzione puramente cosmetica. Si possono trovare sparsi per l'Open World e inoltre ce ne sono 3 in ogni livello. Fanno parte dell'Inventario anche gli oggetti di Mithril, utili in quanto forniscono abilità speciali che molti personaggi non posseggono.
- Mattoncini di Mithril: Sostituiscono i tradizionali Mattoncini d'Oro presenti negli altri giochi della LEGO. In ogni livello ce ne sono 5, ottenibili completando i seguenti obiettivi: completare il livello, raccogliere tutti i Minikit, raccogliere il progetto del Fabbro, raccogliere tutti gli oggetti dell'inventario e riempire il contatore di mattoncini raggiungendo lo stato Vero Avventuriero. Inoltre alcuni si possono trovare sparsi per la mappa come ricompensa per sfide o missioni secondarie date dagli NPC della Terra di Mezzo; in totale ci sono in tutto il gioco 250 Mattoncini. A differenza dei Mattoncini d'Oro quelli di Mithril hanno una funzione aggiuntiva: quando vengono trovati vengono conservati nello "zaino" e possono essere consegnati al fabbro di Brea per forgiare un oggetto in particolare; ogni volta che si desidera forgiare un nuovo oggetto bisogna non solo possedere il progetto per tale attrezzo ma anche un numero sufficiente di mattoncini di Mithril nello zaino.
- Mattoncini Extra Rossi: collezionabili solo nell'Open World, portano vantaggi extra al gameplay come moltiplicare i mattoncini raccolti o essere invincibili, in totale ce ne sono 20. Per sbloccarli sarà necessario completare la missione data dai personaggi sparsi per la mappa, ma a differenza di quelli dei semplici Mattoncini in Mithril, questi chiederanno un oggetto che si può ottenere soltanto forgiandolo dal fabbro con il suo relativo progetto.

## Personaggi giocabili
Sono utilizzabili 85 personaggi (tra cui l'intera Compagnia dell'Anello), alcuni tratti anche dai libri di Tolkien (come per esempio Tom Bombadil, assente nei film), oltre che dal film di Peter Jackson, ognuno dei quali con una o più abilità speciali: per esempio Gimli può essere lanciato dagli altri personaggi, mentre Sam ha la capacità di accendere dei fuochi. Quasi tutti i personaggi che vengono utilizzati nella modalità storia vengono sbloccati gratuitamente dopo essere stati utilizzati per la prima volta; gli altri personaggi incontrati nei livelli vengono resi disponibili per l'acquisto e per ottenerli bisogna acquistarli dopo averli trovati (ed eventualmente sconfitti, nel caso dei nemici) nella mappa dell'Open World. Ogni personaggio possiede delle abilità particolari e un inventario contenente armi e oggetti; nella modalità storia inoltre l'inventario di alcuni dei personaggi può variare man mano che si avanza con l'avventura. 

## Dialoghi
Novità importante è la conferma che i personaggi, al contrario di quanto accadeva negli altri videogiochi LEGO, parleranno. Non si tratta, però, di un doppiaggio ex novo, come accaduto in LEGO Batman 2: DC Super Heroes, ma il gioco attinge direttamente dal film e le cinematiche sono fedeli all'originale, anche se ricevono qualche modifica per rispettare l'ironia da sempre presente nei videogiochi LEGO. Nella versione italiana il videogioco attinge dal doppiaggio originale inglese sottotitolato.